# Mata de Matha
Mata de Matha, morta entre 1270 i 1273, fou vescomtessa de Marsan del 1251 a la seva mort, i filla de Bosó de Matha, senyor de Conyac, i de Peronella de Comenge, comtessa de Bigorra i vescomtessa de Marsan. Fou muller de Gastó VII de Bearn.

## Biografia
Tal com s'havia pactat, va succeir a la seva mare el 1251 en el vescomtat de Marsan, mentre que la seva germanastra Alix o Alícia de Montfort la va succeir a Bigorra. El comtat de Bigorra estava usurpat i era reivindicat per Simó V de Montfort, comte de Leicester i governador de la Guiena, a qui Peronella havia confiat el govern al final de la seva vida, però que s'havia afanyat a considerar-lo una donació. Mata i el seu marit Gastó VII de Bearn van ajudar militarment Alix/Alícia i després el seu fill, Esquivat de Chabanès, contra Simó de Montfort i aconseguiren fer fracassar les pretensions de l'usurpador. Per evitar tenir una província en revolta, el rei Enric III d'Anglaterra va cridar a Simó i el va apartar de la zona.
Després, Gastó de Montcada va atacar el 1256 Esquivat de Chabanès, que no volia cedir els béns que Mata posseïa a Bigorra. Va assetjar Tarba, però el príncep Eduard I d'Anglaterra els va imposar la pau.
Cap document no menciona la mort de Mata. En el moment de les esposalles de la seva filla Guillema, el 1270, era encara viva, però el seu marit ja era vidu i es casava de nou amb Beatriu de Savoia el 2 d'abril del 1273.

## Matrimoni i fills
Es casà entre 1245 i 1250 amb Gastó de Montcada, VII de Bearn (1225 † 1290) vescomte de Bearn, i va donar a llum a:
- Constança († 1310), vescomtessa de Marsan i comtessa titular de Bigorra, casada el 23 de març del 1260 amb Alfons d'Aragó († 26 mars 1260);[1] el 15 de maig del 1269 amb Enric de Cornualla (1235 † 1271);[2] i el 1279 amb Aimó II, comte de Ginebra († 1280).

- Margarida (+ 1319), vescomtessa de Bearn, casada el 1252 amb Roger Bernat III, comte de Foix.

- Mata (+ després del 1317), casada el 1260 amb Guerau VI, comte d'Armanyac, vescomtessa de Gabarret (Gabardà) i Brulhes.

- Guillema († 1309), promesa el 1270 (anul·lació el 1281) a Sanç IV de Castella (1258 † 1295), rei de Castella, després casada el 1291 amb Pere d'Aragó[3] (1275 † 1296).